# Jan Niewiadomski
Jan Niewiadomski (ur. 3 lipca 1933 w Czanyżu, zm. 11 lutego 2021 w Grodziszczu) – polski polityk, poseł na Sejm PRL VI i VII kadencji, przewodniczący prezydium Wojewódzkiej Rady Narodowej w Wałbrzychu.

## Życiorys
Ukończywszy kurs instruktorów rachunkowości spółdzielni produkcyjnych, podjął pracę w wydziale rolnictwa i leśnictwa prezydium Powiatowej Rady Narodowej w Dzierżoniowie. Uczył się wówczas również zaocznie w Technikum Rachunkowości Rolnej w Sobieszowie. W 1960 został sekretarzem gromadzkim w prezydium Powiatowej Rady Narodowej w Grodziszczu, skąd został potem przeniesiony do pracy w Rolniczej Spółdzielni Produkcyjnej w Boleścinie (pracował tam w latach 1962–1970). Podjął wówczas zaoczne studia w Wyższej Szkole Rolniczej we Wrocławiu, które ukończywszy w 1969, został inżynierem rolnictwa. W 1970 stanął na czele zarządu Rolniczej Spółdzielni Produkcyjnej w Grodziszczu. Przystąpił do Zjednoczonego Stronnictwa Ludowego w 1962. Zasiadał w Powiatowym Komitecie partii w Świdnicy, był też wiceprezesem Gromadzkiego Komitetu i sekretarzem wiejskiego koła ZSL, a później członkiem Naczelnego Komitetu partii. W 1972 i 1976 uzyskał mandat posła na Sejm PRL w okręgu Wałbrzych. Przez dwie kadencje zasiadał w Komisji Rolnictwa i Przemysłu Spożywczego, w trakcie VII kadencji zasiadał ponadto w Komisji Przemysłu Ciężkiego, Maszynowego i Hutnictwa. 8 grudnia 1980 wybrany na przewodniczącego prezydium Wojewódzkiej Rady Narodowej w Wałbrzychu, zajmował to stanowisko do czerwca 1984.

## Odznaczenia
- Srebrny Krzyż Zasługi